# Pterocarpus acuminatus
Pterocarpus acuminatus là một loài thực vật có hoa trong họ Đậu. Loài này được (Graham in Wallich) Kuntze miêu tả khoa học đầu tiên năm 1891.